# Stressless
|  | Denne artikel er oprettet af botten PalnaBot ud fra en ekstern database. Den kan derfor have sproglige fejl eller mangler. Denne skabelon kan fjernes efter kontrol af indholdet. |

Stressless er en eksperimentalfilm instrueret af Jessica Nilsson efter eget manuskript.

## Handling
Ung, moden og single? Bor du alene med din hund? Livstilsguruen Lulu fortæller i denne film om, hvordan man håndterer emotionel stress i hverdagen, når man lige er blevet skilt.